# ساتيش سينغ
ساتيش سينغ (بالإنجليزية: Satish Singh)‏ هو لاعب كرة قدم هندي في مركز الدفاع، ولد في 10 نوفمبر 1993 في أوتاربارا في الهند. لعب مع نادي بهوانيفور لكرة القدم ونادي تشرتشل براذرز ونادي موهون باغان.

## وصلات خارجية
- ساتيش سينغ على موقع قاعدة بيانات كرة القدم.إي يو (الإنجليزية)
- ساتيش سينغ على موقع Soccerway.com (الإنجليزية)